# Liste der Mitglieder des Consiglio Grande e Generale (14. Legislaturperiode)
Die Liste gibt einen Überblick über alle Abgeordneten des Consiglio Grande e Generale, der Legislative San Marinos, in der 14. Legislaturperiode von 1951 bis 1955.

## Zusammensetzung
Nach den Parlamentswahlen vom 16. September 1951 setzte sich der Consiglio Grande e Generale wie folgt zusammen.
| Mitglied des Consiglio Grande e Generale | Liste | Listenplatz | Kommentar                                            |
| ---------------------------------------- | ----- | ----------- | ---------------------------------------------------- |
| Ferdinando Arzilli                       | PDCS  | 15          |                                                      |
| Marino Arzilli                           | APIL  | 03          |                                                      |
| Ezio Balducci                            | PDCS  | 01          |                                                      |
| Umberto Barulli                          | PCS   | 03          |                                                      |
| Osvaldo Beleffi                          | PCS   | 10          |                                                      |
| Marino Benedetto Belluzzi                | PDCS  | 07          |                                                      |
| Benedetto Benedettini                    | PDCS  |             | 29. März 1952 Nachrücker für Eugeno Reffi            |
| Eugenio Bernardini                       | PCS   | 15          |                                                      |
| Federico Bigi                            | PDCS  | 03          |                                                      |
| Domenico Bollini                         | PDCS  | 24          |                                                      |
| Giorgio Burgagni                         | PDCS  |             | 1952 Nachrücker für Fernando Valli                   |
| Ercole Capicchioni                       | PCS   | 09          |                                                      |
| Alvaro Casali                            | PSS   | 02          |                                                      |
| Mariano Ceccoli                          | PSS   | 12          |                                                      |
| Lino Celli                               | PCS   | 04          |                                                      |
| Augusto Censoni                          | PCS   | 13          |                                                      |
| Ermenegildo Conti                        | PDCS  | 19          |                                                      |
| Sebastiano De Biagi                      | PCS   | 17          |                                                      |
| Nelson Della Balda                       | PDCS  | 21          |                                                      |
| Secondo Fiorini                          | PCS   | 08          |                                                      |
| Domenico Forcellini                      | PSS   | 05          |                                                      |
| Giuseppe Forcellini                      | PSS   | 03          |                                                      |
| Pietro Franciosi                         | PDCS  | 22          |                                                      |
| Ermenegildo Gasperoni                    | PCS   | 01          |                                                      |
| Giuseppe Gasperoni                       | PDCS  | 25          |                                                      |
| Agostino Giacomini                       | PCS   | 05          |                                                      |
| Gino Giacomini                           | PSS   | 01          |                                                      |
| Giordano Giacomini                       | PSS   | 07          |                                                      |
| Romolo Giacomini                         | PSS   | 11          |                                                      |
| Attilio Giannini                         | PCS   | 07          |                                                      |
| Guidobaldo Gozi                          | APIL  | 02          |                                                      |
| Giovanni Lonfernini                      | APIL  | 01          |                                                      |
| Sante Lonfernini                         | PDCS  | 06          |                                                      |
| Teodoro Lonfernini                       | PDCS  | 02          |                                                      |
| Filippo Martelli                         | PSS   | 08          |                                                      |
| Luigi Masi                               | PDCS  | 23          |                                                      |
| Vittorio Meloni                          | PCS   | 14          |                                                      |
| Giovanni Michelotti                      | PDCS  | 16          | 17. November 1953 Rücktritt                          |
| Luigi Montironi                          | PSS   | 06          |                                                      |
| Antonio Morganti                         | PDCS  | 10          |                                                      |
| Domenico Morganti                        | PCS   | 02          |                                                      |
| Francesco Morganti                       | PSS   | 13          |                                                      |
| Flavio Moscioni                          | PDCS  | 20          |                                                      |
| Arnaldo Para                             | PSS   | 04          |                                                      |
| Vincenzo Pedini                          | PCS   | 06          |                                                      |
| Arnaldo Pignatta                         | PCS   | 11          |                                                      |
| Ferruccio Piva                           | PDCS  | 05          |                                                      |
| Alberto Reffi                            | PSS   | 09          |                                                      |
| Eugenio Reffi                            | PDCS  | 11          | 1952 ausgeschlossen                                  |
| Giordano Reffi                           | PSS   | 10          |                                                      |
| Pietro Reffi                             | PDCS  | 13          |                                                      |
| Giuseppe Renzi                           | PCS   |             | 1952 Nachrücker für Giovanni Terenzi                 |
| Silvestro Rossi                          | PDCS  |             | 17. November 1953 Nachrücker für Giovanni Michelotti |
| Giovanni Zaccaria Savoretti              | PDCS  | 04          |                                                      |
| Vincenzo Selva                           | PDCS  | 12          |                                                      |
| Leonida Suzzi Valli                      | PDCS  | 09          |                                                      |
| Giovanni Taddei                          | PDCS  | 26          |                                                      |
| Matteo Tamagnini                         | PCS   | 18          |                                                      |
| Giovanni Terenzi                         | PCS   | 12          | 1952 Rücktritt                                       |
| Italo Tomassini                          | PDCS  | 08          |                                                      |
| Fausto Tonti                             | PDCS  | 14          |                                                      |
| Fernando Valli                           | PDCS  | 17          | 1952 Rücktritt                                       |
| Gino Vannucci                            | PDCS  | 18          |                                                      |
| Luigi Zafferani                          | PCS   | 16          |                                                      |

## Abkürzungen
- APIL: Associazione Patriottica Indipendente del Lavoro
- PCS: Partito Comunista Sammarinese
- PDCS: Partito Democratico Cristiano Sammarinese
- PSS: Partito Socialista Sammarinese